# Dieter Thoma (Skispringer)
Dieter Thoma (* 19. Oktober 1969 in Hinterzarten) ist ein ehemaliger deutscher Skispringer und war langjähriger TV-Experte bei den Skisprung-Übertragungen der ARD und RTL. Er war in den 1990er Jahren einer der weltweit Besten in seiner Disziplin.

## Werdegang
Thoma wuchs mit vier Geschwistern in Hinterzarten in einer eng mit dem Wintersport verbundenen Familie auf. Sein Vater Franz, selbst in den 1960er Jahren als Skilangläufer Mitglied der deutschen Nationalmannschaft, begründete ab 1967 mit dem Bau von drei Skiliften ein alpines Skizentrum. Dieter Thoma war nicht der erste erfolgreiche Skispringer seiner Familie: Sein Onkel Georg Thoma war in den 1960er Jahren Weltmeister und Olympiasieger in der Nordischen Kombination.
Seine ersten Sprungversuche unternahm Dieter Thoma bereits im Alter von sechs Jahren. Als 16-Jähriger gewann er mit der Mannschaft erstmals den deutschen Meistertitel und wurde Juniorenweltmeister. Seine ersten Weltcuppunkte holte er am 1. Januar 1986 in Garmisch-Partenkirchen mit Platz elf. Im Alter von nur 19 Jahren gewann er seinen ersten Weltcup in Thunder Bay. Zwei Jahre später (1990) triumphierte er als erster Westdeutscher 30 Jahre nach Max Bolkart bei der prestigeträchtigen Vierschanzentournee und wurde zum Ende der Saison außerdem Skiflug-Weltmeister im norwegischen Vikersund. Dies war zugleich sein erster Skiflugwettbewerb überhaupt, außerdem ist er der letzte Titelträger im Parallelstil. Danach etablierte sich Thoma in der Weltspitze. Mit der Anfang der 1990er Jahre beginnenden Entwicklung der Umstellung vom Parallel- auf den V-Stil kam Thoma in der Saison 1991/92 zunächst nicht zurecht. Er gehörte zu denjenigen Springern, die den Erfolg weiterhin in der althergebrachten Sprungvariante suchten. Gleichzeitig führte auch eine Operation am linken Außenmeniskus im März 1992 dazu, dass er im darauffolgenden Sommer wenig trainieren konnte. In dieser Phase seiner Karriere blieben sportliche Erfolge daher überwiegend aus.
Bei den Nordischen Skiweltmeisterschaften im Februar 1993 in Falun wurde er von DSV-Sportwart Detlef Braun und Skisprung-Bundestrainer Rudi Tusch wegen „mangelnder Leistungsbereitschaft, die sich auch in entsprechenden mangelnden Leistungen niedergeschlagen hat“, aus der Mannschaft geworfen. Bei Teamspringen von der K120-Großschanze hatte seine Mannschaft, die neben Thoma aus Christof Duffner, Jens Weißflog und Gerd Siegmund bestand, mit dem elften Rang das schlechteste WM-Ergebnis seit der Einführung des Wettbewerbs elf Jahre zuvor erreicht.
Vor der Saison 1993/94 stellte Dieter Thoma seine Technik vom inzwischen überholten Parallel- auf den V-Stil um. Er gewann ein Jahr später bei den Olympischen Winterspielen 1994 in Lillehammer mit der deutschen Mannschaft die Goldmedaille im Mannschaftswettbewerb. Außerdem erreichte er auf der Normalschanze den Bronzerang. Insgesamt gewann Thoma 10 Medaillen bei Weltmeisterschaften und Olympischen Spielen. In der Saison 1996/97 belegte er den zweiten Platz im Gesamtweltcup.
Nach der Saison 1998/99, die ihren Abschluss mit dem Gewinn der WM-Mannschaftsgoldmedaille fand, trat Thoma wegen vieler Verletzungen und starker Schmerzen vom Leistungssport zurück. Insgesamt acht Knieoperationen, zwei komplizierte Oberschenkeloperationen sowie ein Armbruch und einige Gehirnerschütterungen waren der Hintergrund.
Am Silvesterabend 1999/2000 beendete er seine Laufbahn als Skispringer genau um Mitternacht mit einem „Jahrtausendsprung“ oder „Millenniums-Sprung“ von der Schanze in Garmisch-Partenkirchen endgültig. Am 31. Dezember 1999 um 23:59:50 Uhr sprang er von der Großen Olympiaschanze, um am 1. Januar 2000 um 0:00 Uhr im Jahr 2000 zu landen.

## Tätigkeit im Fernsehen
Als sich der private Fernsehsender RTL zu Beginn des neuen Jahrtausends die Übertragungsrechte an ausgewählten Springen sicherte, wurde Thoma als Experte engagiert. Lange Jahre moderierte er gemeinsam mit Günther Jauch, mit dem er auch zwei Mal für den Deutschen Fernsehpreis nominiert war, die RTL-Skisprungübertragungen. Für seine Arbeit als Experte gewann Thoma mit der Goldenen Victoria und 2002 mit dem Bayerischen Fernsehpreis zwei Medienpreise.

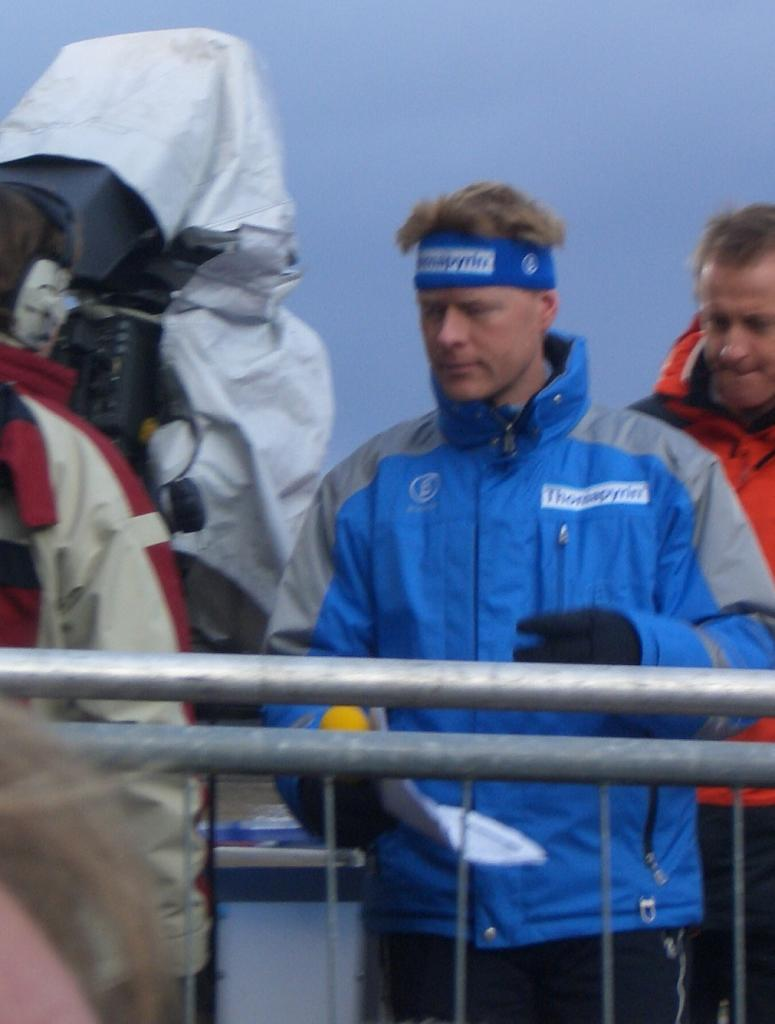
Dieter Thoma (2005)

Nachdem RTL sich im Sommer 2007 von der Übertragung weiterer Springen zurückgezogen hatte, wechselte Thoma mit Beginn der Saison 2007/08 als Experte der Skisprung-Übertragungen zur ARD. Hier moderierte er zunächst mit Monica Lierhaus sowie später mit Valeska Homburg, seit der Saison 2011/12 war er gemeinsam mit Matthias Opdenhövel zu sehen. Am 8. Oktober 2020 erklärte Thoma seinen Rücktritt von der Expertentätigkeit und begründete diesen Schritt unter anderem mit dem Gefühl, den Zuschauern, Trainern und Aktiven nicht mehr 100 Prozent gerecht werden zu können.
Unter anderem arbeitet Thoma an verschiedenen Projekten (Golf/Skispringen) und gibt sein Wissen aus 15 Jahren Hochleistungssport und jahrelanger Fernsehmoderation als Referent bei Seminaren, Incentives, Tagungen und Sportlehrgängen unter dem Motto weiter: „Wer mit einer Hand an der Vergangenheit hält, hat nur eine für die Zukunft frei.“

## Weiteres Engagement
Zusammen mit Harry Bodmer organisiert Thoma Benefiz-Turniere. Der Erlös daraus geht an die Spielend Helfen e. V.
Außerdem hält er als Keynote Speaker und Referent Vorträge rund um die Themen Motivation, Sport und Erfolg.

## Erfolge

### Weltcupsiege im Einzel
| Nr. | Datum             | Ort           | Land        |
| --- | ----------------- | ------------- | ----------- |
| 1.  | 3. Dezember 1988  | Thunder Bay   | Kanada      |
| 2.  | 30. Dezember 1988 | Oberstdorf    | Deutschland |
| 3.  | 3. Dezember 1989  | Thunder Bay   | Kanada      |
| 4.  | 30. Dezember 1989 | Oberstdorf    | Deutschland |
| 5.  | 12. Januar 1990   | Harrachov     | Tschechien  |
| 6.  | 15. Dezember 1990 | Sapporo       | Japan       |
| 7.  | 12. Januar 1991   | Oberhof       | Deutschland |
| 8.  | 30. November 1996 | Lillehammer   | Norwegen    |
| 9.  | 29. Dezember 1996 | Oberstdorf    | Deutschland |
| 10. | 6. Januar 1997    | Bischofshofen | Österreich  |
| 11. | 19. Januar 1997   | Sapporo       | Japan       |
| 12. | 29. November 1997 | Lillehammer   | Norwegen    |

### Weltcup-Platzierungen
| Saison  | Platz | Punkte |
| ------- | ----- | ------ |
| 1985/86 | 58.   | 0005   |
| 1987/88 | 15.   | 0056   |
| 1988/89 | 03.   | 0167   |
| 1989/90 | 04.   | 0206   |
| 1990/91 | 03.   | 0201   |
| 1991/92 | 41.   | 0010   |
| 1992/93 | 42.   | 0010   |
| 1993/94 | 11.   | 0350   |
| 1994/95 | 18.   | 0240   |
| 1995/96 | 25.   | 0249   |
| 1996/97 | 02.   | 1208   |
| 1997/98 | 08.   | 0921   |
| 1998/99 | 10.   | 0555   |

### Ungültig, Weltrekord
| #         | Schanze                         | Ort     | Land      | Weite   | aufgestellt am | Rekord bis |
| --------- | ------------------------------- | ------- | --------- | ------- | -------------- | ---------- |
| Berührung | Velikanka bratov Gorišek (K185) | Planica | Slowenien | 213,0 m | 22. März 1997  | Ungültig   |

### Schanzenrekorde
| Schanze                             | Ort           | Land               | Weite   | aufgestellt am    | Rekord bis       |
| ----------------------------------- | ------------- | ------------------ | ------- | ----------------- | ---------------- |
| MacKenzie Intervale (K114)          | Lake Placid   | Vereinigte Staaten | 121,5 m | 10. Dezember 1988 | 1999             |
| Vikersundbakken (K175)              | Vikersund     | Norwegen           | 171,0 m | 25. Februar 1990  | 18. Februar 1995 |
| Gross-Titlis-Schanze (K120)         | Engelberg     | Schweiz            | 126,5 m | 15. Januar 1995   | 15. Januar 1995  |
| Bergiselschanze (K110)              | Innsbruck     | Österreich         | 120,0 m | 4. Januar 1997    | 3. Januar 2001   |
| Ōkurayama-Schanze (K120)            | Sapporo       | Japan              | 132,5 m | 19. Januar 1997   | 23. Januar 1999  |
| Granåsen (K120)                     | Trondheim     | Norwegen           | 129,5 m | 27. Februar 1997  | 13. März 1998    |
| Heini-Klopfer-Skiflugschanze (K185) | Oberstdorf    | Deutschland        | 197,0 m | 22. Januar 1998   | 25. Januar 1998  |
| Heini-Klopfer-Skiflugschanze (K185) | Oberstdorf    | Deutschland        | 207,0 m | 25. Januar 1998   | 25. Januar 2001  |
| Heini-Klopfer-Skiflugschanze (K185) | Oberstdorf    | Deutschland        | 209,0 m | 25. Januar 1998   | 1. März 2001     |
| Ōkurayama-Schanze (K120)            | Sapporo       | Japan              | 135,5 m | 23. Januar 1999   | 24. Januar 1999  |
| Paul-Außerleitner-Schanze (K120)    | Bischofshofen | Österreich         | 136,0 m | 23. Februar 1999  | 23. Februar 1999 |

## Privatleben
1995 heiratete Thoma die Deutsch-Ghanaerin Manuela Adofo, mit der er einen Sohn und eine Tochter hat. Ende 2000 erfolgte die Trennung, 2001 die Scheidung. Mit seiner Lebensgefährtin hat er eine Tochter. Er lebt in Ebersberg.